# Krinalm
Die Krinalm ist eine Alm in der Gemeinde Dorfgastein im österreichischen Bundesland Salzburg.

## Lage und Charakteristik
Die Krinalm liegt an den südöstlichen Ausläufern des Tagkopfs in der Goldberggruppe. Sie befindet sich in der Ortschaft Luggau und in der Katastralgemeinde Dorfgastein. Sie ist dem Gröbnergut (Unter-Gröbner) zugehörig.
Eine Almhütte steht auf einer Höhe von 1080 m ü. A. Das Gelände fällt Richtung Osten in das Flusstal der Gasteiner Ache ab. Nördlich der Alm fließt mit dem Präaugraben ein linksseitiger Nebenbach der Gasteiner Ache. Die Krinalm ist Teil des Gemeinschaftsjagdgebiets Dorfgastein West.

## Geschichte
Im von 1823 bis 1830 erstellten Franziszeischen Kataster sind im Bereich der Almhütte mehrere unbenannte Gebäude verzeichnet.